# Francisco Arturo Sainz Kelly
Francisco Arturo Sainz Kelly (Buenos Aires, 27 de octubre de 1901-desconocido) fue un funcionario y político argentino, que se desempeñó como dos veces como interventor federal de facto de la provincia de Buenos Aires, en octubre de 1945 y entre enero y mayo de 1946.

## Biografía
Nacido en 1901, estudió en la Universidad de Buenos Aires. En 1931 comenzó su carrera pública como secretario contador general de la Municipalidad de la Ciudad de Buenos Aires, hasta 1935. Entre 1936 y 1942 fue jefe de fiscalización de personal, luego fue delegado de inspección y secretario del intendente municipal en 1943. Al año siguiente fue inspector general de la Municipalidad.
En enero de 1945, fue designado ministro de Gobierno de la provincia de Buenos Aires por el gobernador Juan Atilio Bramuglia. Ya se había acercado a los funcionarios de la Secretaría de Trabajo y Previsión (al frente de Juan Domingo Perón), cuando se creó el estatuto profesional del periodista y un régimen de jubilaciones para dicha profesión. El 19 de octubre de ese mismo año, fue designado interventor federal de la provincia por el presidente de facto Edelmiro Julián Farrell, ocupando el cargo por pocos días hasta su renuncia, el 25 de octubre, siendo sucedido interinamente por Francisco Antonio Sáenz y luego por Ramón Albariño.
Volvió a ser designado interventor federal de la provincia de Buenos Aires en enero de 1946. Su gabinete estuvo integrado por Juan Enrique Coronas como ministro de Gobierno, Carlos Federico Ansell como ministro de Obras Públicas y Gustavo Pereyra como ministro de Hacienda. Finalizó su mandato en mayo de 1946.
En 1945 fue también secretario privado del presidente de facto Farrell. En 1946, fue propuesto como candidato a senador nacional por el Partido Laborista, pero ante la falta de apoyo de la Unión Cívica Radical Junta Renovadora en la legislatura bonaerense, fue propuesto en su lugar Alfredo J. L. Arrieta.
Luego fue presidente de la comisión municipal asesora para la calificación de películas cinematográficas en la ciudad de Buenos Aires. También fue director del Instituto Municipal de Previsión Social, director general de policía municipal y vicepresidente del Banco Municipal de la Ciudad de Buenos Aires entre 1952 y 1955, alcanzando la presidencia del mismo ese último año.